# 8e étape du Tour d'Italie 2023
Pour un article plus général, voir Tour d'Italie 2023.
La 8e étape du Tour d'Italie 2023 se déroule le samedi 13 mai 2023 de Terni (région d'Ombrie) à Fossombrone dans la région des Marches, sur une distance de 207 km.

## Parcours
Partant de la ville de Terni, le tracé de cette étape s'oriente globalement vers le nord. Les 150 premiers kilomètres sont vallonnés, mais sans difficultés notables. La première difficulté est la côte de 4e catégorie d'I Cappuccini, une montée d'environ 3 km avec des pentes atteignant les 19 %. Les coureurs franchissent une première fois la ligne d'arrivée à Fossombrone alors qu'il reste encore 44 km à parcourir. Dès ce premier franchissement de la ligne, ils escaladent le Monte delle Cesane, un col de 2e catégorie d'environ 8 km avec une pente maximale de 18 %. En fin d'étape, la côte d'I Cappuccini est grimpée une seconde fois. Son sommet se situe à 5,8 kilomètres de la ligne d'arrivée tracée au bas de la descente.

## Déroulement de la course
Initialement, cinq hommes font la course en tête. Ils sont rejoints par sept autres coureurs et enfin par un dernier pour former un groupe de tête de treize unités. Ce groupe compte un avantage maximum de 5 minutes sur le peloton. Lors du premier passage de la côte d'I Cappuccini, à 50 km de l'arrivée, l'Irlandais Ben Healy (EF Education) part seul en tête et creuse progressivement un écart substantiel sur ses anciens compagnons d'échappée. Il gagne au terme d'une échappée solitaire de cinquante kilomètres avec une avance d'1 min 49 s. sur un trio issu de l'échappée composé de Derek Gee, Filippo Zana et Warren Barguil.
Dans le peloton maillot rose, Primož Roglič place une attaque lors de la seconde et dernière montée de la côte d'I Cappuccini, à 5 km de l'arrivée, et distance ses adversaires mais les équipiers d'Ineos Grenadiers Geraint Thomas et Tao Geoghegan Hart reviennent sur lui au sommet de la côte contrairement à Remco Evenepoel qui concède sur la ligne d'arrivée 14 secondes à ce trio et à Andreas Leknessund qui en perd 34 mais le Norvégien conserve de justesse son maillot rose.

## Résultats

### Classement de l'étape
| \| Classement de l'étape \| Classement de l'étape \| Classement de l'étape \| Classement de l'étape \| Classement de l'étape \| \| Coureur \| Coureur \| Pays \| Équipe \| Temps \| \| --------------------- \| --------------------- \| --------------------- \| ---------------------------------- \| --------------------- \| \| 1er \| Ben Healy \| Irlande \| EF Education-EasyPost \| 4 h 44 min 24 s \| \| 2e \| Derek Gee \| Canada \| Israel-Premier Tech \| + 1 min 49 s \| \| 3e \| Filippo Zana \| Italie \| Team Jayco AlUla \| + 1 min 49 s \| \| 4e \| Warren Barguil \| France \| Arkéa-Samsic \| + 1 min 49 s \| \| 5e \| Carlos Verona \| Espagne \| Movistar Team \| + 2 min 12 s \| \| 6e \| Mattia Bais \| Italie \| Eolo-Kometa \| + 2 min 37 s \| \| 7e \| Toms Skujiņš \| Lettonie \| Trek-Segafredo \| + 3 min 51 s \| \| 8e \| Alessandro Tonelli \| Italie \| Green Project-Bardiani CSF-Faizanè \| + 3 min 56 s \| \| 9e \| Oscar Riesebeek \| Pays-Bas \| Alpecin-Deceuninck \| + 4 min 00 s \| \| 10e \| Tao Geoghegan Hart \| Royaume-Uni \| Ineos Grenadiers \| + 4 min 34 s \| |                    |             |                                    |                 |
| |                    |             |                                    |                 |
| Source : ProCyclingStats |                    |             |                                    |                 |
| Classement de l'étape |                    |             |                                    |                 |
| Coureur | Coureur            | Pays        | Équipe                             | Temps           |
| 1er | Ben Healy          | Irlande     | EF Education-EasyPost              | 4 h 44 min 24 s |
| 2e | Derek Gee          | Canada      | Israel-Premier Tech                | + 1 min 49 s    |
| 3e | Filippo Zana       | Italie      | Team Jayco AlUla                   | + 1 min 49 s    |
| 4e | Warren Barguil     | France      | Arkéa-Samsic                       | + 1 min 49 s    |
| 5e | Carlos Verona      | Espagne     | Movistar Team                      | + 2 min 12 s    |
| 6e | Mattia Bais        | Italie      | Eolo-Kometa                        | + 2 min 37 s    |
| 7e | Toms Skujiņš       | Lettonie    | Trek-Segafredo                     | + 3 min 51 s    |
| 8e | Alessandro Tonelli | Italie      | Green Project-Bardiani CSF-Faizanè | + 3 min 56 s    |
| 9e | Oscar Riesebeek    | Pays-Bas    | Alpecin-Deceuninck                 | + 4 min 00 s    |
| 10e | Tao Geoghegan Hart | Royaume-Uni | Ineos Grenadiers                   | + 4 min 34 s    |

### Points attribués pour le classement par points
| Sprint intermédiaire Foligno (km 47,9) | Sprint intermédiaire Foligno (km 47,9) | Sprint intermédiaire Foligno (km 47,9) | Sprint intermédiaire Foligno (km 47,9) | Sprint intermédiaire Foligno (km 47,9) |
| -------------------------------------- | -------------------------------------- | -------------------------------------- | -------------------------------------- | -------------------------------------- |
|                                        | Coureur                                | Pays                                   | Équipe                                 | Point(s)                               |
| 1er                                    | Carlos Verona                          | Espagne                                | Movistar                               | 12                                     |
| 2e                                     | Toms Skujiņš                           | Lettonie                               | Trek-Segafredo                         | 8                                      |
| 3e                                     | Derek Gee                              | Canada                                 | Israel-Premier Tech                    | 6                                      |
| 4e                                     | Valentin Paret-Peintre                 | France                                 | AG2R Citroën                           | 5                                      |
| 5e                                     | Ben Healy                              | Irlande                                | EF Education-EasyPost                  | 4                                      |
| 6e                                     | Jonathan Milan                         | Italie                                 | Bahrain Victorious                     | 3                                      |
| 7e                                     | Mads Pedersen                          | Danemark                               | Trek-Segafredo                         | 2                                      |
| 8e                                     | Kaden Groves                           | Australie                              | Alpecin-Deceuninck                     | 1                                      |
| modifier                               |                                        |                                        |                                        |                                        |

| Arrivée d'étape Fossombrone (km 207) | Arrivée d'étape Fossombrone (km 207) | Arrivée d'étape Fossombrone (km 207) | Arrivée d'étape Fossombrone (km 207) | Arrivée d'étape Fossombrone (km 207) |
| ------------------------------------ | ------------------------------------ | ------------------------------------ | ------------------------------------ | ------------------------------------ |
|                                      | Coureur                              | Pays                                 | Équipe                               | Point(s)                             |
| 1er                                  | Ben Healy                            | Irlande                              | EF Education-EasyPost                | 25                                   |
| 2e                                   | Derek Gee                            | Canada                               | Israel-Premier Tech                  | 18                                   |
| 3e                                   | Filippo Zana                         | Italie                               | Jayco AlUla                          | 12                                   |
| 4e                                   | Warren Barguil                       | France                               | Arkéa-Samsic                         | 8                                    |
| 5e                                   | Carlos Verona                        | Espagne                              | Movistar                             | 6                                    |
| 6e                                   | Mattia Bais                          | Italie                               | Eolo-Kometa                          | 5                                    |
| 7e                                   | Toms Skujiņš                         | Lettonie                             | Trek-Segafredo                       | 4                                    |
| 8e                                   | Alessandro Tonelli                   | Italie                               | Green Project-Bardiani CSF-Faizanè   | 3                                    |
| 9e                                   | Oscar Riesebeek                      | Pays-Bas                             | Alpecin-Deceuninck                   | 2                                    |
| 10e                                  | Tao Geoghegan Hart                   | Grande-Bretagne                      | Ineos Grenadiers                     | 1                                    |
| modifier                             |                                      |                                      |                                      |                                      |

### Points attribués pour le classement du meilleur grimpeur
| I Cappuccini (km 156,8) 4e catégorie (2,8 km à 7,8%) | I Cappuccini (km 156,8) 4e catégorie (2,8 km à 7,8%) | I Cappuccini (km 156,8) 4e catégorie (2,8 km à 7,8%) | I Cappuccini (km 156,8) 4e catégorie (2,8 km à 7,8%) | I Cappuccini (km 156,8) 4e catégorie (2,8 km à 7,8%) |
| ---------------------------------------------------- | ---------------------------------------------------- | ---------------------------------------------------- | ---------------------------------------------------- | ---------------------------------------------------- |
|                                                      | Coureur                                              | Pays                                                 | Équipe                                               | Point(s)                                             |
| 1er                                                  | Ben Healy                                            | Irlande                                              | EF Education-EasyPost                                | 3                                                    |
| 2e                                                   | Toms Skujiņš                                         | Lettonie                                             | Trek-Segafredo                                       | 2                                                    |
| 3e                                                   | Filippo Zana                                         | Italie                                               | Jayco AlUla                                          | 1                                                    |
| modifier                                             |                                                      |                                                      |                                                      |                                                      |

| Monte delle Cesane (km 170,6) 2e catégorie (7,8 km à 6,5%) | Monte delle Cesane (km 170,6) 2e catégorie (7,8 km à 6,5%) | Monte delle Cesane (km 170,6) 2e catégorie (7,8 km à 6,5%) | Monte delle Cesane (km 170,6) 2e catégorie (7,8 km à 6,5%) | Monte delle Cesane (km 170,6) 2e catégorie (7,8 km à 6,5%) |
| ---------------------------------------------------------- | ---------------------------------------------------------- | ---------------------------------------------------------- | ---------------------------------------------------------- | ---------------------------------------------------------- |
|                                                            | Coureur                                                    | Pays                                                       | Équipe                                                     | Point(s)                                                   |
| 1er                                                        | Ben Healy                                                  | Irlande                                                    | EF Education-EasyPost                                      | 18                                                         |
| 2e                                                         | Warren Barguil                                             | France                                                     | Arkéa-Samsic                                               | 8                                                          |
| 3e                                                         | Filippo Zana                                               | Italie                                                     | Jayco AlUla                                                | 6                                                          |
| 4e                                                         | Mattia Bais                                                | Italie                                                     | Eolo-Kometa                                                | 4                                                          |
| 5e                                                         | Derek Gee                                                  | Canada                                                     | Israel-Premier Tech                                        | 2                                                          |
| 6e                                                         | Carlos Verona                                              | Espagne                                                    | Movistar                                                   | 1                                                          |
| modifier                                                   |                                                            |                                                            |                                                            |                                                            |

| \| I Cappuccini (km 201,1) 4e catégorie (2,8 km à 7,8%) \| I Cappuccini (km 201,1) 4e catégorie (2,8 km à 7,8%) \| I Cappuccini (km 201,1) 4e catégorie (2,8 km à 7,8%) \| I Cappuccini (km 201,1) 4e catégorie (2,8 km à 7,8%) \| I Cappuccini (km 201,1) 4e catégorie (2,8 km à 7,8%) \| \| ---------------------------------------------------- \| ---------------------------------------------------- \| ---------------------------------------------------- \| ---------------------------------------------------- \| ---------------------------------------------------- \| \| \| Coureur \| Pays \| Équipe \| Point(s) \| \| 1er \| Ben Healy \| Irlande \| EF Education-EasyPost \| 3 \| \| 2e \| Filippo Zana \| Italie \| Jayco AlUla \| 2 \| \| 3e \| Derek Gee \| Canada \| Israel-Premier Tech \| 1 \| \| modifier \| \| \| \| \| |              |         |                       |          |
| I Cappuccini (km 201,1) 4e catégorie (2,8 km à 7,8%) |              |         |                       |          |
| | Coureur      | Pays    | Équipe                | Point(s) |
| 1er | Ben Healy    | Irlande | EF Education-EasyPost | 3        |
| 2e | Filippo Zana | Italie  | Jayco AlUla           | 2        |
| 3e | Derek Gee    | Canada  | Israel-Premier Tech   | 1        |
| modifier |              |         |                       |          |

### Points attribués pour le classement des sprints intermédiaires
| Sprint intermédiaire Foligno (km 47,9) | Sprint intermédiaire Foligno (km 47,9) | Sprint intermédiaire Foligno (km 47,9) | Sprint intermédiaire Foligno (km 47,9) | Sprint intermédiaire Foligno (km 47,9) |
| -------------------------------------- | -------------------------------------- | -------------------------------------- | -------------------------------------- | -------------------------------------- |
|                                        | Coureur                                | Pays                                   | Équipe                                 | Point(s)                               |
| 1er                                    | Carlos Verona                          | Espagne                                | Movistar                               | 10                                     |
| 2e                                     | Toms Skujiņš                           | Lettonie                               | Trek-Segafredo                         | 6                                      |
| 3e                                     | Derek Gee                              | Canada                                 | Israel-Premier Tech                    | 3                                      |
| 4e                                     | Valentin Paret-Peintre                 | France                                 | AG2R Citroën                           | 2                                      |
| 5e                                     | Ben Healy                              | Irlande                                | EF Education-EasyPost                  | 1                                      |
| modifier                               |                                        |                                        |                                        |                                        |

| Sprint intermédiaire Sigillo (km 97,3) | Sprint intermédiaire Sigillo (km 97,3) | Sprint intermédiaire Sigillo (km 97,3) | Sprint intermédiaire Sigillo (km 97,3) | Sprint intermédiaire Sigillo (km 97,3) |
| -------------------------------------- | -------------------------------------- | -------------------------------------- | -------------------------------------- | -------------------------------------- |
|                                        | Coureur                                | Pays                                   | Équipe                                 | Point(s)                               |
| 1er                                    | Mattia Bais                            | Italie                                 | Eolo-Kometa                            | 10                                     |
| 2e                                     | Alessandro Tonelli                     | Italie                                 | Green Project-Bardiani CSF-Faizanè     | 6                                      |
| 3e                                     | Alessandro Iacchi                      | Italie                                 | Corratec                               | 3                                      |
| 4e                                     | Warren Barguil                         | France                                 | Arkéa-Samsic                           | 2                                      |
| 5e                                     | Valentin Paret-Peintre                 | France                                 | AG2R Citroën                           | 1                                      |
| modifier                               |                                        |                                        |                                        |                                        |

### Bonifications
|   | Coureur            | Pays   | Équipe                             | Secondes |
| - | ------------------ | ------ | ---------------------------------- | -------- |
| 1 | Mattia Bais        | Italie | Eolo-Kometa                        | 3 s      |
| 2 | Alessandro Tonelli | Italie | Green Project-Bardiani CSF-Faizanè | 2 s      |
| 3 | Alessandro Iacchi  | Italie | Corratec                           | 1 s      |

|   | Coureur      | Pays    | Équipe                | Secondes |
| - | ------------ | ------- | --------------------- | -------- |
| 1 | Ben Healy    | Irlande | EF Education-EasyPost | 10 s     |
| 2 | Derek Gee    | Canada  | Israel-Premier Tech   | 6 s      |
| 3 | Filippo Zana | Italie  | Jayco AlUla           | 4 s      |

## Classements à l'issue de l'étape

### Classement général
| \| Classement général \| Classement général \| Classement général \| Classement général \| Classement général \| \| Coureur \| Coureur \| Pays \| Équipe \| Temps \| \| ------------------ \| ---------------------- \| ------------------ \| ------------------ \| ------------------ \| \| 1er \| Andreas Leknessund \| Norvège \| Team DSM \| 33 h 52 min 10 s \| \| 2e \| Remco Evenepoel \| Belgique \| Soudal Quick-Step \| + 8 s \| \| 3e \| Primož Roglič \| Slovénie \| Jumbo-Visma \| + 38 s \| \| 4e \| João Almeida \| Portugal \| UAE Team Emirates \| + 40 s \| \| 5e \| Geraint Thomas \| Royaume-Uni \| Ineos Grenadiers \| + 52 s \| \| 6e \| Tao Geoghegan Hart \| Royaume-Uni \| Ineos Grenadiers \| + 56 s \| \| 7e \| Aurélien Paret-Peintre \| France \| AG2R Citroën Team \| + 58 s \| \| 8e \| Aleksandr Vlasov \| Bannière neutre \| Bora-Hansgrohe \| + 1 min 26 s \| \| 9e \| Damiano Caruso \| Italie \| Bahrain Victorious \| + 1 min 39 s \| \| 10e \| Lennard Kämna \| Allemagne \| Bora-Hansgrohe \| + 1 min 54 s \| |                        |                 |                    |                  |
| |                        |                 |                    |                  |
| Source : ProCyclingStats |                        |                 |                    |                  |
| Classement général |                        |                 |                    |                  |
| Coureur | Coureur                | Pays            | Équipe             | Temps            |
| 1er | Andreas Leknessund     | Norvège         | Team DSM           | 33 h 52 min 10 s |
| 2e | Remco Evenepoel        | Belgique        | Soudal Quick-Step  | + 8 s            |
| 3e | Primož Roglič          | Slovénie        | Jumbo-Visma        | + 38 s           |
| 4e | João Almeida           | Portugal        | UAE Team Emirates  | + 40 s           |
| 5e | Geraint Thomas         | Royaume-Uni     | Ineos Grenadiers   | + 52 s           |
| 6e | Tao Geoghegan Hart     | Royaume-Uni     | Ineos Grenadiers   | + 56 s           |
| 7e | Aurélien Paret-Peintre | France          | AG2R Citroën Team  | + 58 s           |
| 8e | Aleksandr Vlasov       | Bannière neutre | Bora-Hansgrohe     | + 1 min 26 s     |
| 9e | Damiano Caruso         | Italie          | Bahrain Victorious | + 1 min 39 s     |
| 10e | Lennard Kämna          | Allemagne       | Bora-Hansgrohe     | + 1 min 54 s     |

| Classement par points | Classement par points  | Classement par points | Classement par points      | Classement par points |
| Coureur               | Coureur                | Pays                  | Équipe                     | Points                |
| --------------------- | ---------------------- | --------------------- | -------------------------- | --------------------- |
| 1er                   | Jonathan Milan         | Italie                | Bahrain Victorious         | 113 pts               |
| 2e                    | Kaden Groves           | Australie             | Alpecin-Deceuninck         | 100 pts               |
| 3e                    | Mads Pedersen          | Danemark              | Trek-Segafredo             | 89 pts                |
| 4e                    | Michael Matthews       | Australie             | Team Jayco AlUla           | 57 pts                |
| 5e                    | Aurélien Paret-Peintre | France                | AG2R Citroën Team          | 33 pts                |
| 6e                    | Vincenzo Albanese      | Italie                | Eolo-Kometa                | 32 pts                |
| 7e                    | Ben Healy              | Irlande               | EF Education-EasyPost      | 29 pts                |
| 8e                    | Toms Skujiņš           | Lettonie              | Trek-Segafredo             | 28 pts                |
| 9e                    | Davide Bais            | Italie                | Eolo-Kometa                | 27 pts                |
| 10e                   | Stefano Gandin         | Italie                | Team Corratec-Selle Italia | 24 pts                |

| Classement par points | Classement par points  | Classement par points | Classement par points      | Classement par points |
| Coureur               | Coureur                | Pays                  | Équipe                     | Points                |
| --------------------- | ---------------------- | --------------------- | -------------------------- | --------------------- |
| 1er                   | Jonathan Milan         | Italie                | Bahrain Victorious         | 113 pts               |
| 2e                    | Kaden Groves           | Australie             | Alpecin-Deceuninck         | 100 pts               |
| 3e                    | Mads Pedersen          | Danemark              | Trek-Segafredo             | 89 pts                |
| 4e                    | Michael Matthews       | Australie             | Team Jayco AlUla           | 57 pts                |
| 5e                    | Aurélien Paret-Peintre | France                | AG2R Citroën Team          | 33 pts                |
| 6e                    | Vincenzo Albanese      | Italie                | Eolo-Kometa                | 32 pts                |
| 7e                    | Ben Healy              | Irlande               | EF Education-EasyPost      | 29 pts                |
| 8e                    | Toms Skujiņš           | Lettonie              | Trek-Segafredo             | 28 pts                |
| 9e                    | Davide Bais            | Italie                | Eolo-Kometa                | 27 pts                |
| 10e                   | Stefano Gandin         | Italie                | Team Corratec-Selle Italia | 24 pts                |

| Classement de la montagne | Classement de la montagne | Classement de la montagne | Classement de la montagne  | Classement de la montagne |
| Coureur                   | Coureur                   | Pays                      | Équipe                     | Points                    |
| ------------------------- | ------------------------- | ------------------------- | -------------------------- | ------------------------- |
| 1er                       | Davide Bais               | Italie                    | Eolo-Kometa                | 86 pts                    |
| 2e                        | Thibaut Pinot             | France                    | Groupama-FDJ               | 50 pts                    |
| 3e                        | Karel Vacek               | Tchéquie                  | Team Corratec-Selle Italia | 36 pts                    |
| 4e                        | Simone Petilli            | Italie                    | Intermarché-Circus-Wanty   | 32 pts                    |
| 5e                        | Amanuel Ghebreigzabhier   | Érythrée                  | Trek-Segafredo             | 26 pts                    |
| 6e                        | Ben Healy                 | Irlande                   | EF Education-EasyPost      | 24 pts                    |
| 7e                        | Aurélien Paret-Peintre    | France                    | AG2R Citroën Team          | 22 pts                    |
| 8e                        | Francesco Gavazzi         | Italie                    | Eolo-Kometa                | 18 pts                    |
| 9e                        | Warren Barguil            | France                    | Arkéa-Samsic               | 16 pts                    |
| 10e                       | Alessandro De Marchi      | Italie                    | Team Jayco AlUla           | 15 pts                    |

| Classement de la montagne | Classement de la montagne | Classement de la montagne | Classement de la montagne  | Classement de la montagne |
| Coureur                   | Coureur                   | Pays                      | Équipe                     | Points                    |
| ------------------------- | ------------------------- | ------------------------- | -------------------------- | ------------------------- |
| 1er                       | Davide Bais               | Italie                    | Eolo-Kometa                | 86 pts                    |
| 2e                        | Thibaut Pinot             | France                    | Groupama-FDJ               | 50 pts                    |
| 3e                        | Karel Vacek               | Tchéquie                  | Team Corratec-Selle Italia | 36 pts                    |
| 4e                        | Simone Petilli            | Italie                    | Intermarché-Circus-Wanty   | 32 pts                    |
| 5e                        | Amanuel Ghebreigzabhier   | Érythrée                  | Trek-Segafredo             | 26 pts                    |
| 6e                        | Ben Healy                 | Irlande                   | EF Education-EasyPost      | 24 pts                    |
| 7e                        | Aurélien Paret-Peintre    | France                    | AG2R Citroën Team          | 22 pts                    |
| 8e                        | Francesco Gavazzi         | Italie                    | Eolo-Kometa                | 18 pts                    |
| 9e                        | Warren Barguil            | France                    | Arkéa-Samsic               | 16 pts                    |
| 10e                       | Alessandro De Marchi      | Italie                    | Team Jayco AlUla           | 15 pts                    |

| Classement du meilleur jeune | Classement du meilleur jeune | Classement du meilleur jeune | Classement du meilleur jeune | Classement du meilleur jeune |
| Coureur                      | Coureur                      | Pays                         | Équipe                       | Temps                        |
| ---------------------------- | ---------------------------- | ---------------------------- | ---------------------------- | ---------------------------- |
| 1er                          | Andreas Leknessund           | Norvège                      | Team DSM                     | 33 h 52 min 10 s             |
| 2e                           | Remco Evenepoel              | Belgique                     | Soudal Quick-Step            | + 8 s                        |
| 3e                           | João Almeida                 | Portugal                     | UAE Team Emirates            | + 40 s                       |
| 4e                           | Santiago Buitrago            | Colombie                     | Bahrain Victorious           | + 2 min 52 s                 |
| 5e                           | Thymen Arensman              | Pays-Bas                     | Ineos Grenadiers             | + 3 min 01 s                 |
| 6e                           | Einer Rubio                  | Colombie                     | Movistar Team                | + 4 min 29 s                 |
| 7e                           | Alexander Cepeda             | Équateur                     | EF Education-EasyPost        | + 9 min 07 s                 |
| 8e                           | Ilan Van Wilder              | Belgique                     | Soudal Quick-Step            | + 9 min 08 s                 |
| 9e                           | Filippo Zana                 | Italie                       | Team Jayco AlUla             | + 10 min 25 s                |
| 10e                          | Michel Hessmann              | Allemagne                    | Jumbo-Visma                  | + 13 min 45 s                |

| Classement du meilleur jeune | Classement du meilleur jeune | Classement du meilleur jeune | Classement du meilleur jeune | Classement du meilleur jeune |
| Coureur                      | Coureur                      | Pays                         | Équipe                       | Temps                        |
| ---------------------------- | ---------------------------- | ---------------------------- | ---------------------------- | ---------------------------- |
| 1er                          | Andreas Leknessund           | Norvège                      | Team DSM                     | 33 h 52 min 10 s             |
| 2e                           | Remco Evenepoel              | Belgique                     | Soudal Quick-Step            | + 8 s                        |
| 3e                           | João Almeida                 | Portugal                     | UAE Team Emirates            | + 40 s                       |
| 4e                           | Santiago Buitrago            | Colombie                     | Bahrain Victorious           | + 2 min 52 s                 |
| 5e                           | Thymen Arensman              | Pays-Bas                     | Ineos Grenadiers             | + 3 min 01 s                 |
| 6e                           | Einer Rubio                  | Colombie                     | Movistar Team                | + 4 min 29 s                 |
| 7e                           | Alexander Cepeda             | Équateur                     | EF Education-EasyPost        | + 9 min 07 s                 |
| 8e                           | Ilan Van Wilder              | Belgique                     | Soudal Quick-Step            | + 9 min 08 s                 |
| 9e                           | Filippo Zana                 | Italie                       | Team Jayco AlUla             | + 10 min 25 s                |
| 10e                          | Michel Hessmann              | Allemagne                    | Jumbo-Visma                  | + 13 min 45 s                |

| Classement par équipes | Classement par équipes | Classement par équipes | Classement par équipes |
| Équipe                 | Équipe                 | Pays                   | Temps                  |
| ---------------------- | ---------------------- | ---------------------- | ---------------------- |
| 1re                    | Ineos Grenadiers       | Royaume-Uni            | 101 h 38 min 51 s      |
| 2e                     | EF Education-EasyPost  | États-Unis             | + 1 min 57 s           |
| 3e                     | Bahrain Victorious     | Bahreïn                | + 3 min 03 s           |
| 4e                     | Jumbo-Visma            | Pays-Bas               | + 4 min 54 s           |
| 5e                     | Bora-Hansgrohe         | Allemagne              | + 6 min 30 s           |
| 6e                     | UAE Team Emirates      | Émirats arabes unis    | + 7 min 40 s           |
| 7e                     | Soudal Quick-Step      | Belgique               | + 11 min 22 s          |
| 8e                     | Israel-Premier Tech    | Israël                 | + 17 min 26 s          |
| 9e                     | Movistar Team          | Espagne                | + 19 min 45 s          |
| 10e                    | Groupama-FDJ           | France                 | + 23 min 29 s          |

| Classement par équipes | Classement par équipes | Classement par équipes | Classement par équipes |
| Équipe                 | Équipe                 | Pays                   | Temps                  |
| ---------------------- | ---------------------- | ---------------------- | ---------------------- |
| 1re                    | Ineos Grenadiers       | Royaume-Uni            | 101 h 38 min 51 s      |
| 2e                     | EF Education-EasyPost  | États-Unis             | + 1 min 57 s           |
| 3e                     | Bahrain Victorious     | Bahreïn                | + 3 min 03 s           |
| 4e                     | Jumbo-Visma            | Pays-Bas               | + 4 min 54 s           |
| 5e                     | Bora-Hansgrohe         | Allemagne              | + 6 min 30 s           |
| 6e                     | UAE Team Emirates      | Émirats arabes unis    | + 7 min 40 s           |
| 7e                     | Soudal Quick-Step      | Belgique               | + 11 min 22 s          |
| 8e                     | Israel-Premier Tech    | Israël                 | + 17 min 26 s          |
| 9e                     | Movistar Team          | Espagne                | + 19 min 45 s          |
| 10e                    | Groupama-FDJ           | France                 | + 23 min 29 s          |

## Abandons
- Lars van den Berg (Groupama-FDJ) : non-partant (malade)
- David Dekker (Arkéa-Samsic) : abandon
- Filippo Ganna (Ineos Grenadiers) : non-partant (positif au Covid-19)
- Florian Stork (Team DSM) : abandon
- Samuele Zoccarato (Green Project-Bardiani CSF-Faizanè) : abandon